# Comitato attrazione investimenti esteri
Il Comitato attrazione investimenti esteri (CAIE) è un organismo interministeriale presieduto da un rappresentante del Ministero dello sviluppo economico.

## Funzioni
Il CAIE ha lo scopo di coordinare "l'attività in materia di attrazione degli investimenti esteri, nonché di favorire, ove necessario, la sinergia tra le diverse amministrazioni centrali e locali".
Inoltre ha la funzione di agevolare l'investitore estero supportandolo nella definizione delle procedure autorizzative relative all'investimento e funziona anche da tramite tra l'investitore estero e le istituzioni competenti. La piattaforma del MISE consente anche l'inoltro diretto di istanze da sottoporre all'esame del CAIE.

## Composizione
Il Comitato è composto da:
- un rappresentante del Ministero dello sviluppo economico, che lo presiede;
- un rappresentante del Ministero dell'economia e delle finanze;
- un rappresentante del Ministro per la semplificazione e la pubblica amministrazione;
- un rappresentante della Conferenza permanente per i rapporti tra lo Stato, Regioni e le Province autonome di Trento e di Bolzano.

Inoltre, "il Comitato può essere integrato con i rappresentanti delle amministrazioni centrali e territoriali di volta in volta coinvolte nel progetto d'investimento".

## Retribuzione e spese di funzionamento
Per il funzionamento del comitato non sono previsti "gettoni, compensi, rimborsi di spese o altri emolumento comunque denominati". Inoltre il comitato si avvale unicamente "delle risorse umane, strumentali e finanziarie previste a legislazione vigente e comunque
senza nuovi o maggiori oneri a carico della finanza pubblica".

## Riferimenti normativi
- Art. 30 comma 7 del Decreto-legge 12 settembre 2014, n. 133 - Misure urgenti per l'apertura dei cantieri, la realizzazione delle opere pubbliche, la digitalizzazione del Paese, la semplificazione burocratica, l'emergenza del dissesto idrogeologico e per la ripresa delle attività produttive.